# Moeder Johanna van de engelen
Moeder Johanna van de engelen (Pools: Matka Joanna od aniołów) is een Poolse dramafilm uit 1961 onder regie van Jerzy Kawalerowicz. De film is gebaseerd op de novelle van dezelfde naam van schrijver Jarosław Iwaszkiewicz. Voor de film won Kawalerowicz de Prix du jury van het Filmfestival van Cannes 1961.

## Verhaal
Een hooggeplaatste priester (Mieczysław Voit) arriveert in een klein klooster waar hij een zaak moet onderzoeken die verband houdt met de duivelse bezetenheid van de daar levende nonnen. Om moeder-overste Johanna te kunnen redden zal de priester een groot offer moeten brengen.

## Rolverdeling
| Acteur                 | Personage              |
| ---------------------- | ---------------------- |
| Lucyna Winnicka        | Moeder-overste Johanna |
| Anna Ciepielewska      | Zuster Margaretha      |
| Kazimierz Fabisiak     | Priester Brym          |
| Stanislaw Jasiukiewicz | Chrzaszczewski         |
| Mieczyslaw Voit        | Priester Suryn         |
| Maria Chwalibóg        | Antosia                |
| Halina Billing-Wohl    | Non                    |
| Magda Teresa Wójcik    | Non                    |
| Jerzy Kaczmarek        | Kaziuk                 |
| Jaroslaw Kuszewski     | Juraj                  |
| Zygmunt Zintel         | Wincenty Wolodkowicz   |
| Franciszek Pieczka     | Odryn                  |

## Prijzen
- 1961: Złota Kaczka voor film van het jaar.
- 1961: Prix du jury